# Sfera (Austauschdienst)
Sfera (russisch Сфера) ist eine Nichtregierungsorganisation in Nischni Nowgorod, die Freiwilligeneinsätze in Russland und im Ausland organisiert und vermittelt.

## Geschichte
Die Organisation wurde 2007 aus der Bewegung »Sfera« hervorgehend gegründet.
Sie organisiert und vermittelt Arbeitseinsätze für Freiwillige aus Russland und dem Ausland in verschiedenen Regionen Russlands. Das sind Hilfen in Kinderferienlagern, die Pflege öffentlicher Grünanlagen, Renovierungsarbeiten in Schulen, Denkmälern und anderen Orten und mehr. Jedes Jahr werden etwa 15 solcher Einsatzmöglichkeiten vermittelt. Sfera vermittelt ebenfalls jährlich Einsätze für russische Freiwillige im Ausland.
Die Organisation ist Partner mehrerer internationaler Organisationen wie dem Coordinating Committee of International Voluntary Service der UNESCO, der Alliance of European Voluntary Service Organisations (Europäische Kommission), dem Service Civil International, dem Erasmus-Programm, Internationale Jugendgemeinschaftsdienste, und anderen.
2016 wurde Sfera beim russischen Justizministerium als „Organisation in der Funktion eines ausländischen Agenten“ registriert.